# 福井県道129号福井新停車場線
福井県道129号福井新停車場線（ふくいけんどう129ごう ふくいしんていしゃじょうせん）は福井県福井市を通る一般県道である。

## 概要
福井県道229号福井鯖江線と福井鉄道福武線の赤十字前駅（旧：福井新駅）を結ぶ役割を担う県道である

### 路線データ
- 起点：福井県福井市みのり一丁目（赤十字前駅）
- 終点：同市みのり一丁目

## 地理

### 交差する道路
- 福井県道229号福井鯖江線＜フェニックス通り＞（福井市みのり一丁目、終点）

## 沿線
- 福井鉄道福武線 赤十字前駅
- 福井赤十字病院